# ویشکا
ویشکا روستایی است از توابع بخش خشکبیجار شهرستان رشت در استان گیلان ایران.
این روستا به سه بخش بالا محله- میان محله و جیرسر تقسیم شده‌است. 
. این روستا در رتبه سوم پر جمعیت ترین روستا در بخش خشکبیجار با جمعیت ۲۰۰۰ نفر در سال ۱۴۰۲ محسوب میشود و شغل اصلی مردم آن کشاورزی است که بخش اعظم مردم آن به کشت برنج مشغول می‌باشند؛ و در کنار آن به دامداری نیز مشغولند.

## جمعیت
این روستا در دهستان نوشرخشکبیجار قرار دارد و براساس سرشماری مرکز آمار ایران در سال ۱۳۸۵، جمعیت آن ۱۱۵۷ نفر (۳۲۴خانوار) بوده‌است.